# Anderson River, Northwest Territories
Anderson River är ett vattendrag i Kanada. Det ligger i territoriet Northwest Territories, i den nordvästra delen av landet.
Trakten runt Anderson River består i huvudsak av gräsmarker. Trakten runt Anderson River är nära nog obefolkad, med mindre än två invånare per kvadratkilometer. Floden är 692 km lång och den mynnar i Beauforthavet. Vid nedre loppet fanns ett samhälle av Inuiter som försvann 1865 i samband med en epidemi av scharlakansfeber. Senare inrättades orten Staton vid flodens mynning. Floden är uppkallad efter James Anderson som var ambätsman vid Hudson Bay-kompaniet.